# Elijah Anderson
Elijah Anderson (* 1943 in Hermondale, Missouri) ist ein US-amerikanischer Soziologe und Kriminologe. Er ist Sterling Professor of Sociology and African American Studies an der Yale University.

## Leben
Anderson studierte bis zum B.A.-Abschluss 1969 an der Indiana University Bloomington, erwarb 1972 den M.A. an der University of Chicago und promovierte 1976 zum Ph.D. an der Northwestern University in Evanston, Illinois. Danach lehrte er an der University of Pennsylvania. Seit 2007 ist Anderson Professor für Soziologie an der Yale University. Für 2021 wurde ihm der Stockholm Prize in Criminology zugesprochen.
Durch seine ethnographischen Studien über Gewalt und soziale Ordnung in den Slums US-amerikanischer Großstädte wurde Anderson international bekannt, insbesondere durch seine wissenschaftliche Auseinandersetzung mit dem Begriff Respekt. Dieser Begriff wird laut Anderson nicht in der herkömmlichen Weise für Rücksichtnahme verwendet. Im Code der Straße bedeute Respekt Angst und Unterwürfigkeit im Sinne von: Wer Respekt vor mir hat, hat Angst vor mir. Wenn keine Angst oder Unterwürfigkeit gezeigt wird, werde dies als disrespect (dissing) gewertet und sei Anlass für unverzügliche Gewalttätigkeit.
Dieser Erklärungsansatz für Straßen- und Jugendgewalt ist für den Kriminologen Joachim Kersten hilfreicher als die Desintegrationstheorie vieler Gewaltforscher. Laut Hans Joachim Schneider hat Anderson mit seiner Inner-City Street Code Theory den kriminologischen Neutralisationsmechanismus modifiziert: Die Großstadt-Straßen-Kultur erfordere zur Selbstbehauptung das Lernen einer Gewaltbereitschaft, die die soziale Interaktion delinquenter Jugendlicher steuere.

## Schriften (Auswahl)
- Streetwise: Race, Class, And Change In An Urban Community, University of Chicago Press, Chicago 1990, ISBN 0-226-01815-6.
- Code of the street. Decency, violence, and the moral life of the inner city, W.W Norton, New York 1999, ISBN 0-393-04023-2.
- A Place on the Corner: A Study of Black Street Corner Men, 2. Auflage, University of Chicago Press, Chicago 2003, ISBN 0-226-01959-4.
- Against the Wall: Poor, Young, Black, and Male, University of Pennsylvania Press, Philadelphia 2008, ISBN 0-8122-4097-9 (Herausgeber).
- The Cosmopolitan Canopy: Race and Civility in Everyday Life, W.W. Norton & Company, New York 2011, ISBN 0-393-07163-4.

Black in white space. The enduring impact of color in everyday life. University of Chicago Press, Chicago 2021, ISBN 0-226-65723-X.